# Héctor Armendáriz
Héctor Armendáriz ( Bahía Blanca, provincia de Buenos Aires, Argentina, 6 de septiembre de 1921-Buenos Aires, 30 de enero de 2017) fue un actor de cine, teatro y televisión de extensa actuación en su país. Su esposa fue la actriz y vedette Lilián del Río.

## Carrera profesional
Comenzó su labor actoral en el teatro en la compañía encabezada por Enrique de Rosas y actuó, entre otras obras, en El mercader de Venecia, Macbeth, Cuando los duendes cazan perdices y ¡Qué noche de casamiento!. Una de sus primeras maestras de artes dramáticas fue Milagros de la Vega.
También fue un destacado director teatral en obras como El sobrino de Malbrán y Así es la vida.
En 1953 actuó en el Teatro Variedades integrando la compañía de Francisco Charmiello que representó Llegó Don Jesús Mondiño, de Alberto Novión, acompañando a Alicia Rojas, Dorita Pacheco, Osvaldo Capiaghi, Amalia Ambrosini, Marta Thamar, y Olga Hidalgo.
Fue uno de los galanes de cine en la década de 1950 y sus mejores interpretaciones fueron en La pasión desnuda (1953) y Mi marido hoy duerme en casa (1955). Tuvo actividad como empresario teatral dirigiendo la sala Santa María del Buen Ayre y trabajó en televisión. 
También fue productor de ficción de Canal 9 e integrante del personal técnico del Teatro General San Martín. Como empresario, estuvo a cargo de la gestión de la sala Santa María del Buen Ayre, siendo quien le dio al grupo Les Luthiers la primera oportunidad de presentarse sobre un escenario.
La Asociación Argentina de Actores, junto con el Senado de la Nación, le entregó la medalla de los 50 años de asociados 1999.

## Vida privada y fallecimiento
Estuvo casado por varios años con la vedette Lilián del Río, hasta el fallecimiento de esta en 1990 . Luego se casó cuatro veces más. El actor Héctor Armendariz falleció el 30 de enero de 2017 a los 95 años por causas naturales de su deterioro de salud.

## Filmografía
- Delito de corrupción (1991) …Policía 1
- Galería del terror (1987)
- Brigada explosiva (1986)
- Mingo y Aníbal contra los fantasmas (1985)
- Las barras bravas (1985) …Médico 2
- Sálvese quien pueda (1984)
- Gran Valor en la Facultad de Medicina (1981)
- ¡Qué linda es mi familia!  (1980)
- Los drogadictos (1979)
- La culpa (1969) …Gerente
- Reencuentro con la gloria (1962) …Médico
- Sabaleros (1959)
- Nubes de humo (1959)
- La venenosa (1958)
- La muerte en las calles (1957)
- De noche también se duerme (1956)
- Cuando Buenos Aires se adormece  (abandonada) (1955)
- Los hermanos corsos (1955)
- Mi marido hoy duerme en casa (1955)
- Ritmo, amor y picardía (1955)
- Adiós muchachos (1955)
- Siete gritos en el mar (1954)
- La calle del pecado (1954)
- La pasión desnuda (1953)
- El hijo del crack (1953)
- Por cuatro días locos (1953)
- ¡Qué noche de casamiento! (1953)
- En cuerpo y alma (1953) …Pedro Guzmán
- Sombras en la frontera (1951) …Luis
- Me casé con una estrella (1951)

## Televisión
- 1959: Teleteatro amable.

## Teatro
Como actor:
- Macbeth
- El Mercader de Venecia
- ¡Qué noche de casamiento!
- Llegó Don Jesús Mondiño, integró luego la compañía de Francisco Charmiello
- Jesús, María y el Otro, bajo la dirección de Ivo Pelay
- Brujería, dirigida por Oduvualdo Viana en el Teatro Nacional Cervantes
- Cuando los duendes cazan perdices junto a Luis Sandrini
- Martín Fierro (1948(). Con Roberto de Negri, Pedro Tocci, Adolfo Faust Rocha, José Cicarelli, Chola Osés, y gran elenco. Estrenada en el Teatro Presidente Alvear con la Compañía Argentina de Comedias dirigida por Pascual Carcavallo.

Como director:
- Así es la vida
- El Sobrino de Malbrán